# Artur Ullrich
Artur Ullrich (* 10. Oktober 1957 in Archangelsk, Sowjetunion, heute Russland) ist ein ehemaliger deutscher Fußballspieler. In der höchsten Spielklasse des DDR-Fußballs, der Oberliga, spielte er für den BFC Dynamo und F.C. Hansa Rostock.

## Sportliche Laufbahn
Ullrich begann seine Laufbahn mit zehn Jahren bei der SG Dynamo Berlin Mitte. Von dort wurde er 1969 zum Berliner FC Dynamo delegiert. In der Spielzeit 1974/75 hatte er für die BFC-Reserve in der zweitklassigen Liga seinen ersten Einsatz im überregionalen Fußball der DDR.
Der Defensivspieler debütierte am 19. Spieltag der Saison 1977/78 für den BFC in der Oberliga als höchster Spielklasse der Deutschen Demokratischen Republik und absolvierte während der Saison insgesamt sieben Einsätze für die Berliner, die schließlich den dritten Rang der Abschlusstabelle belegten. Bereits in seiner zweiten Saison 1978/79 gehörte Ullrich mit 26 Einsätzen, in denen ihm zudem sein erstes Oberligator gelang, zu den Leistungsträgern seiner Mannschaft, die zum Saisonende den ersten Meistertitel der Clubgeschichte gewinnen konnte. Für Dynamo bedeutete dies den Anfang einer Serie nationaler Erfolge, die dem Club zehn Meistertitel binnen zehn Spielzehnten und vereinzelte Erfolge im FDGB-Pokal, aber auch den Vorwurf der systematischen Manipulation durch DDR-Parteifunktionäre einbrachte. Dabei unterlag Berlin im Pokalfinale 1978/79 mit Ullrichs Beteiligung zwar noch dem 1. FC Magdeburg in der Verlängerung, zur zweiten Berliner Meisterschaft 1979/80 trug Ullrich aber erneut mit 26 Einsätzen maßgeblich bei.
Aufgrund seiner Leistungen beim BFC wurde Ullrich auch in die U-21-Auswahl der DDR berufen, mit der er bei der U-21-Europameisterschaft im Mai 1980 die Silbermedaille gewann. Bereits im April 1980 hatte Ullrich sein Debüt für die A-Nationalmannschaft der DDR in einem Freundschaftsspiel gegen Rumänien bestritten und gehörte schließlich auch zum Olympiakader der DDR bei den im Spätsommer 1980 ausgetragenen Olympischen Spielen in Moskau, mit dem Ullrich Silber gewann. Mit seinen Mannschaftskameraden wurde er im selben Jahr mit dem Vaterländischen Verdienstorden in Bronze ausgezeichnet. Im Oktober 1980 kam Ullrich daraufhin zu seinem zweiten Einsatz für die Nationalmannschaft, die ein Freundschaftsspiel gegen die Tschechoslowakei bestritt, und nahm im April 1981 erstmals an einem Weltmeisterschafts-Qualifikationsspiel der Nationalmannschaft teil, das gegen Malta mit 2:1 gewonnen wurde.
In den Spielzeiten 1980/81 und 1981/82 trug Ullrich mit je sieben erzielten Toren in je 26 Einsätzen zu den Meistertiteln Nummer drei und vier des Berliner FC Dynamo bei und absolvierte binnen dieser Spielzeiten sechs weitere Einsätze in Freundschaftsspielen der DDR-Nationalmannschaft sowie einen weiteren Einsatz in der WM-Qualifikation gegen Malta. Im FDGB-Pokalfinale 1981/82 unterlag Ullrich allerdings zum zweiten Mal mit Berlin, diesmal gegen Dynamo Dresden im Elfmeterschießen. Nachdem Ullrich in der Saison 1982/83 mit sechs Toren in 23 Einsätzen noch maßgeblich zur fünften Berliner Meisterschaft in Folge beitragen hatte, gehörte er ab 1983/84 mit lediglich 16 Einsätzen nicht mehr zu den Leistungsträgern in Berlin, woraufhin er auch seinen Platz in der DDR-Auswahl verlor. So war das Freundschaftsspiel gegen Rumänien im August 1983 sein dreizehnter und zugleich letzter Einsatz im Dress der Nationalmannschaft.
Im FDGB-Pokalfinale 1983/84 unterlag Ullrich mit Berlin bei seiner dritten Finalteilnahme zum zweiten Mal Dynamo Dresden, was sich bei Ullrichs vierter Final-Teilnahme 1984/85 nochmals wiederholen sollte. In der Oberligasaison 1984/85 gelang jedoch der mittlerweile siebte Meistertitel in Folge, zu dem Ullrich jedoch erneut mit lediglich 16 Einsätzen beigetragen hatte. 1985/86 kam Ullrich schließlich kaum mehr für Berlin zum Einsatz und absolvierte nur vier Ligapartien, woraufhin er den Berliner FC nach 170 Oberligaeinsätzen und acht Meistertiteln in Folge verließ. Negativer Höhepunkt vor seinem Abschied von den Hauptstädtern war die Erstrundenpartie im Europapokal der Landesmeister im September 1985: Gegen den FK Austria Wien lag man bereits nach zwölf Minuten durch ein Eigentor Ullrichs und einem Treffer seines Gegenspielers Toni Polster mit 0:2 zurück, woraufhin der Verteidiger schon fünf Minuten später ausgewechselt wurde. Ohne Ullrich wurde Berlin in den folgenden drei Spielzeiten noch zweifach Meister der DDR und gewann ebenfalls zweifach den FDGB-Pokal, den Ullrich zuvor mit den Dynamos bei vier Gelegenheiten nicht hatte gewinnen können.
Auch mit dem Zweitligisten F.C. Hansa Rostock, dem Ullrich sich nach seinem Weggang aus Berlin anschloss, erreichte er nochmals das FDGB-Pokalfinale. Die Niederlage gegen den 1. FC Lokomotive Leipzig bedeutete jedoch sowohl für Ullrich als auch für den F.C. Hansa die fünfte Finalniederlage in der fünften Teilnahme. Im Ligabetrieb allerdings konnte Ullrich mit dem erst in der Vorsaison 1985/86 in die zweitklassige Liga abgestiegenen F.C. Hansa den sofortigen Wiederaufstieg erreichen, wobei er mit 27 Einsätzen zu den Stützen der Mannschaft gezählt hatte. In den Spielzeiten 1987/88 bis 1989/90 spielte Ullrich daraufhin für Hansa in weiteren 54 Oberligapartien, bevor er seine Karriere im Sommer 1990 beendete. Im folgenden Spieljahr 1990/91, das die letzte Austragung der DDR-Oberliga darstellte, gewann Hansa ohne Ullrich sowohl die Meisterschaft als auch den FDGB-Pokal 1990/91.

## Erfolge
- Meister der DDR-Oberliga: 1978/79, 1979/80, 1980/81, 1981/82, 1982/83, 1983/84, 1984/85, 1985/86
- 2. Platz im FDGB-Pokal: 1978/79, 1981/82, 1983/84, 1984/85, 1986/87
- 2. Platz bei der U-21-Europameisterschaft: 1980
- 2. Platz bei den Olympischen Spielen: 1980

## Trivia
Ullrichs fünf Jahre älterer Bruder Albert spielte ebenfalls für den Berliner FC Dynamo in Oberliga und Liga. Dank seiner Knochenmarkspende konnte Artur nach der Karriere eine Krebserkrankung überstehen.